# Швейцарско плато
Швейцарското плато (на немски: Schweizer Mittelland; на френски: Plateau suisse) е висока хълмиста равнина в Северна Швейцария.
Платото се простира на протежение около 240 km от Женевското езеро на югозапад до река Рейн и Боденското езеро на североизток. На югоизток, към Алпите височината му достига до 1000 – 1200 m (максимална връх Напф 1408 m), а на северозапад към планината Юра постепено се понижава до 400 – 500 m. Основната му част попада в басейна на река Аар. То заема около 30% от територията на страната и е нейната най-гъстонаселена част с градските агломерации на Цюрих в североизточния край и Женева в югозападния. Релефът му е хълмист, като понижените части се заети от множество езера (Ньошателско, Билско, Муртензее, Земпахско, Хелвилско, Балдегско и др.). Голяма част от него са заети от земеделски земи и овощни градини, а гори, предимно от дъб, ясен и бук са се запазили на отделни места.